# Flughafen Barretos

i7
i11
i13
Der Staatsflughafen Barretos–Chafei Amseia (portugiesisch Aeroporto Estadual de Barretos–Chafei Amseia, IATA-Code: BAT, ICAO-Code: SNBA) ist der Flughafen der Stadt Barretos, São Paulo in Brasilien.
Er wird seit 2021 von dem Konsortium ASP betrieben.

## Geschichte
Am 11. Juli 2013 übertrug die DAESP die Verwaltung des Flughafens an die Gemeinde Barretos, jedoch wurde bereits am 16. Mai 2019 die Verwaltung der DAESP zurückübertragen.
Im Jahr 2013 wurde eine Partnerschaft mit dem Krebskrankenhaus Barretos eingegangen, dem größten Krankenhaus dieser Art in Lateinamerika. Dabei wurden brasilianische Fluggesellschaften aufgefordert, Linienflüge nach Barretos anzubieten.
Am 15. Juli 2021 gewann das Konsortium Aeroportos Paulista, bestehend aus den Unternehmen Socicam und Dix, eine Konzession zum Betrieb des Flughafens für 30 Jahre.

## Fluggesellschaften und Ziele
Derzeit (2023) werden keine Linienflüge von oder nach Barretos angeboten.

## Verkehrszahlen
Im Jahr 2012 verzeichnete der Flughafen 3.622 Flugbewegungen. Dabei wurden 4.130 Passagiere befördert.